# Маріон Махоні Гріффін
Маріон Махоні Гріффін (нар. 14 лютого 1871 — пом. 10 серпня 1961, Бішопскорт, Кейптаун) — американська архітекторка та художниця, дружина архітектора Волтера Берлі Гріффіна.

## Життєпис
Маріон Махоні народився в 1871 році в Чикаго, штат Іллінойс, у родині Джеремії Махоні, журналіста, поета та вчителя з Корка, Ірландія, та Клари Гамільтон, шкільної вчительки.
Її родина переїхала до сусідньої Віннетки у 1880 році після Великої Чиказької пожежі. У своїх мемуарах Махоні яскраво описує свою матір, яка несла її немовлям у кошику для одягу, коли вони рятувалися від вогню. Виростаючи у Віннетці, вона була зачарована пейзажем, який швидко зникав, коли територія заповнювалася приміськими будинками. На неї вплинув її двоюрідний брат, архітектор Дуайт Перкінс, і вона вирішила продовжити свою освіту. Вона закінчила Массачусетський технологічний інститут у 1894 році. Вона була другою жінкою, якій це вдалося, після Софії Хайден, дизайнера Жіночої будівлі на Всесвітній Колумбійській виставці в Чикаго 1893 року. Хоча вона була дуже талановитою, вона іноді боролася за своє місце як у суспільстві, так і в полі. Вона не була впевнена у своїй здатності завершити дисертацію, необхідну для отримання ступеня бакалавра, але її професор Констан-Дезіре Депрадель підштовхнув її вперед.
Після закінчення інституту Махоні повернулася до Чикаго, де стала першою жінкою, яка отримала ліцензію на архітектурну практику в Іллінойсі. Вона працювала в архітектурній фірмі свого двоюрідного брата, яка була розташована в Steinway Hall на 64 E. Van Buren в центрі Чикаго. Простір ділився з багатьма іншими архітекторами, включаючи Роберта С. Спенсера, Майрона Ханта, Вебстера Томлінсона, Ірвінга Понда та Аллена Бартлетта Понда, Адамо Боарі, Берча Лонга та Френка Ллойда Райта. У 1895 році Махоні, перший співробітник, найнятий Френком Ллойдом Райтом, почала працювати над проектуванням будівель, меблів, вітражів і декоративних панелей. Її прекрасні акварельні малюнки будівель і пейзажів стали відомі як основний елемент стилю Райт, хоча відомий архітектор ніколи не згадував її. Понад століття потому вона буде відома як один із найбільших окреслювачів галузі архітектури, але за її життя її талант вважався лише продовженням роботи, виконаної архітекторами-чоловіками. Вона була пов’язана зі студією Райта протягом майже п’ятнадцяти років і зробила важливий внесок у його репутацію, зокрема для впливового Портфоліо Васмута, для якого Махоні створив більше половини численних рендерів. найбільший архітектурний окреслювач свого покоління». Її зображення будинку К. С. ДеРоудса в Саут-Бенді, штат Індіана, було високо оцінено Райтом після його завершення та багатьма критиками.
Райт недооцінив внесок інших представників Школи Прерій, включаючи Махоні. Чітке розуміння внеску Меріон Махоні в архітектуру студії Oak Park отримано від сина Райта, Джона Ллойда Райта, який каже, що Вільям Драммонд, Френсіс Баррі Бірн, Волтер Берлі Гріффін, Альберт Чейз МакАртур, Меріон Махоні, Ізабель Робертс і Джордж Вілліс були креслярі — п'ять чоловіків і дві жінки, кожен з яких зробив цінний внесок в архітектуру прерійського стилю, якою Райт прославився. У цей час Махоні спроектувала резиденцію Джеральда Махоні (1907) в Елкхарті, штат Індіана, для свого брата та невістки.
Коли Райт втік до Європи з Мамою Бортвік Чейні в 1909 році, він запропонував роботу студії Махоні, але вона відмовилася. Після того, як Райт пішов, Герман В. фон Хольст, який взяв на себе замовлення Райта, найняв Махоні з умовою, що вона буде контролювати дизайн. У цій якості Махоні був архітектором низки доручень, від яких Райт відмовився. Два приклади були першим (незбудованим) проектом особняка Генрі Форда в Дірборні, Фейр-Лейн і Амберг-Хаус у Гранд-Рапідсі, штат Мічиган.
Махоні рекомендувала Волтеру Берлі Гріффіну фон Хольсту розробити ландшафтний дизайн території навколо трьох будинків, замовлених Райтом у Декатурі, штат Іллінойс. Гріффін був колегою-архітектором, колишнім співробітником Wright і провідним членом Школи архітектури Прерій. Махоні та Гріффін працювали над проектом Decatur до одруження; потім Махоні працював у практиці Гріффіна. Розробка, спроектована Уолтером Берлі Гріффіном/Маріон Махоні, яка є домом для видатної колекції будинків Prairie School, Rock Crest – Rock Glen у Мейсон-Сіті, штат Айова, вважається найдраматичнішою розробкою американського дизайну десятиліття. Це найбільша колекція будинків у стилі прерій, що оточують природне середовище.
Махоні та Гріффін одружилися в 1911 році, шлюб 26 років. Акварельні перспективи Махоні щодо дизайну Гріффінса для Канберри, нової австралійської столиці, відіграли важливу роль у забезпеченні першого призу на міжнародному конкурсі плану міста. У 1914 році подружжя переїхало до Австралії, щоб наглядати за будівництвом Канберри. Махоні керувала офісом у Сіднеї та відповідав за дизайн їхніх приватних комісій. В Австралії Махоні та Гріффін познайомилися з антропософією та ідеями Рудольфа Штайнера, які вони прийняли з ентузіазмом, а в Сіднеї вони приєдналися до Антропософського товариства. В Австралії вони започаткували метод будівництва Knitlock, який неточно наслідував Райт у своїх каліфорнійських текстильних блок-хаусах 1920-х років.
Волтера попросили створити проект бібліотеки для Університету Лакхнау в Індії, і він пішов до коледжу у вересні 1935 року, і незабаром отримав кілька інших доручень. Меріон прибула в квітні 1936 року і невдовзі очолювала офіс, де керувала проектуванням багатьох будівель. Менш ніж через рік, у лютому 1937 року, Волтер помер від перитоніту після холецистектомії. Потім Махоні згорнула офіс, залишивши багато проектів недобудованими, і повернулася до Австралії. Махоні та Гріффін поширили стиль прерій на два континенти, далеко від його витоків. Вона назвала Луїса Саллівана поштовхом для філософії школи прерій. 
Меріон Махоні Гріффін недовго залишалася в Австралії після смерті Волтера. На той час, коли їй було близько 60 років, вона повернулася до Сполучених Штатів і згодом майже припинила кар’єру архітектури. «Одного разу, коли вона виступала перед Товариством архітекторів Іллінойсу, вона не згадувала про свою роботу, натомість читала натовпу лекції про антропософію, філософію духовного знання, розроблену Рудольфом Штайнером».
Проте наступні двадцять років вона провела, працюючи над величезним томом із 1400 сторінок і 650 ілюстрацій, що детально описує їхнє та Волтерове робоче життя, який вона назвала «Магія Америки», який ще офіційно не опубліковано у формі книги. Рукопис, збережений в Чиказькому художньому інституті в 1949 році, був оцифрований і з 2007 року доступний онлайн. У 2006 році Національна бібліотека Австралії придбала велику колекцію робіт Гріффінів, включаючи малюнки, фотографії, картини на шовку та ефемери від нащадків австралійського партнера Гріффінів Еріка Мілтона Ніколлса.
Меріон Махоні Гріффін померла в 1961 році у віці 90 років і похована на кладовищі Грейсленд.

## Вшанування пам'яті
У 2015 році пляж на Джарвіс-авеню в Роджерс-парку в Чикаго був названий на честь Махоні Гріффін. Коли вона повернулася до Сполучених Штатів у 1939 році після смерті свого чоловіка, вона жила біля пляжу. Генеральний консул Австралії Роджер Прайс відвідав церемонію освячення пляжу жінці, яка відіграла важливу роль у проектуванні австралійської столиці.
Серед небагатьох робіт, приписуваних Махоні, які збереглися в Сполучених Штатах, є невелика фреска в початковій школі Джорджа Б. Армстронга в Чикаго, яку приписують Махоні, і кілька будинків у Декатурі.
Австралійський інститут архітекторів, відділ Нового Уельсу, відзначає її роботу щорічною нагородою, Премією Маріон Махоні Гріффін, за видатну роботу жінки-архітектора за архітектурну освіту, журналістику, дослідження, теорію, професійну практику чи архітектурну роботу.

## Виставки
1998–99: Музей прикладного мистецтва та науки в Сіднеї провів виставку під назвою «Поза межами архітектури: Меріон Махоні та Волтер Берлі Гріффін».
2013: виставка до сторіччя Канберри, яка відбулася в Національній бібліотеці Австралії під назвою «Мрія століття: Грифони в столиці Австралії», демонструвала її малюнки протягом усього року.[
2015: Виставка деяких її робіт відбулася в Музеї Блоку Північно-Західного університету, Іллінойс, США.
2016–17: відбулася виставка в Історичному музеї Елмхерста, Іллінойс, США.
2020–2021: виставка в Музеї Сіднея під назвою «Рай на Землі».
2022: виставка в Національному архіві Австралії в Канберрі під назвою «Маріон: інша Гріффін».

## Творчий доробок
- Церква Всіх душ (знесена), Еванстон, Іллінойс – 1901
- Резиденція Джеральда та Хетті Махоні (знесена), Елкхарт, Індіана – 1907 р.
- Резиденція Девіда Амберга, 505 College Avenue SE, Гранд-Рапідс, Мічиган – 1909 р.
- Резиденція Едварда П. Ірвінга, 2 Millikin Place, Декатур, Іллінойс – 1909 р.
- Резиденція Роберта Мюллера, 1 Millikin Place, Декатур, Іллінойс – 1909 р.
- Резиденція Адольфа Мюллера, 4 Millikin Place, Декатур, Іллінойс – 1910 р.
- Niles Club Company, Club House, Niles, Michigan – 1911 р.
- Резиденція Генрі Форда «FairLane» (незбудований початковий проект; 1913 р.)
- Koehne House (знесений 1974), Палм-Біч, Флорида – 1914
- Cooley Residence, Grand St. at Texas Avenue, Монро, Луїзіана
- Fern Room, Cafe Australia, Мельбурн, Австралія – 1916 рік
- Pholiota, 23 Glenard Drive, Eaglemont, Victoria (власний будинок Гріффінів) – 1920 р.
- Театр Capitol, Swanston Street, Мельбурн, Австралія – 1921–1923 рр.
- «Stokesay», резиденція містера та місіс Оніанс, 289 Nepean Highway, Сіфорд, Вікторія, Австралія – 1925 р.
- Резиденція Еллен Мавер, 12 The Rampart, Castlecrag, Сідней – 1926 р.
- Резиденція Creswick, Castlecrag, Сідней, Австралія – 1926 р.
- С.Р. Резиденція Salter (конструкція Knitlock), Турак, Вікторія, Австралія – 1927 р.
- Резиденція Вогана Гріффіна, 52 Darebin St., Гейдельберг, Вікторія, Австралія – 1927 р.